# Élections cantonales de 2011 en Meurthe-et-Moselle
Les élections cantonales ont eu lieu les 20 et 27 mars 2011.

## Contexte départemental

### Assemblée départementale sortante
Avant les élections, le conseil général de Meurthe-et-Moselle est présidé par Michel Dinet (PS). Il comprend 44 conseillers généraux issus des 44 cantons de Meurthe-et-Moselle. 22 d'entre eux sont renouvelables lors de ces élections. 
| Parti                             | Sigle | Élus |
| --------------------------------- | ----- | ---- |
| Majorité (32 sièges)              |       |      |
| Parti socialiste                  | PS    | 18   |
| Parti communiste français         | PCF   | 8    |
| Divers gauche                     | DVG   | 6    |
| Opposition (12 sièges)            |       |      |
| Union pour un mouvement populaire | UMP   | 8    |
| Mouvement démocrate               | MoDem | 2    |
| Divers droite                     | DVD   | 2    |
| Président du conseil général      |       |      |
| Michel Dinet (PS)                 |       |      |

## Résultats à l'échelle du département

### Composition de la nouvelle Assemblée
| Parti      | Parti                             | Conseillers | %    | +/-        |
| ---------- | --------------------------------- | ----------- | ---- | ---------- |
|            | Parti Socialiste                  | 21          | 47,7 | 2          |
|            | Parti communiste français         | 8           | 18,2 | stagnation |
|            | Divers gauche                     | 5           | 11,4 | stagnation |
| Majorité   | Majorité                          | 34          | 77,3 | 2          |
|            | Union pour un mouvement populaire | 7           | 15,9 | 2          |
|            | Divers droite                     | 2           | 4,5  | stagnation |
|            | Mouvement démocrate               | 1           | 2,3  | stagnation |
| Opposition | Opposition                        | 10          | 22,7 | 2          |

### Assemblée départementale à l'issue des élections
| Parti                             | Sigle | Élus |
| --------------------------------- | ----- | ---- |
| Majorité (34 sièges)              |       |      |
| Parti socialiste                  | PS    | 20   |
| Parti communiste français         | PCF   | 8    |
| Divers gauche                     | DVG   | 6    |
| Opposition (10 sièges)            |       |      |
| Union pour un mouvement populaire | UMP   | 6    |
| Mouvement démocrate               | MoDem | 2    |
| Divers droite                     | DVD   | 2    |
| Président du conseil général      |       |      |
| Michel Dinet (PS)                 |       |      |

### Liste des élus
| Canton                 | Conseiller sortant   | Parti | Parti | Conseiller élu       | Parti | Parti |
| ---------------------- | -------------------- | ----- | ----- | -------------------- | ----- | ----- |
| Arracourt              | Michel Marchal       |       | DVD   | Michel Marchal       |       | DVD   |
| Audun-le-Roman         | Michel Mariuzzo      |       | PCF   | Michel Mariuzzo      |       | PCF   |
| Badonviller            | Bernard Muller       |       | UMP   | Bernard Muller       |       | UMP   |
| Blâmont                | Claude Boura*        |       | UMP   | Philippe Colin       |       | DVG   |
| Colombey-les-Belles    | Michel Dinet         |       | PS    | Michel Dinet         |       | PS    |
| Conflans-en-Jarnisy    | Evelyne Didier*      |       | PCF   | Olivier Tritz        |       | PCF   |
| Haroué                 | André Barbier        |       | UMP   | André Barbier        |       | UMP   |
| Herserange             | Laurent Righi        |       | PCF   | Laurent Righi        |       | PCF   |
| Homécourt              | Jean-Pierre Minella  |       | PCF   | Jean-Pierre Minella  |       | PCF   |
| Jarville-la-Malgrange  | René Mangin          |       | PS    | René Mangin          |       | PS    |
| Lunéville-Nord         | Philippe Fleurentin  |       | DVG   | Grégory Grandjean    |       | PS    |
| Nancy-Est              | Dominique Olivier    |       | PS    | Dominique Olivier    |       | PS    |
| Nancy-Nord             | Mathieu Klein        |       | PS    | Mathieu Klein        |       | PS    |
| Nancy-Sud              | Nicole Creusot       |       | PS    | Nicole Creusot       |       | PS    |
| Nomeny                 | Bernard Leclerc      |       | PS    | Antony Caps          |       | EELV  |
| Pont-à-Mousson         | Noël Guérard         |       | PS    | Noël Guérard         |       | PS    |
| Saint-Nicolas-de-Port  | Jean-Claude Pissenem |       | PS    | Jean-Claude Pissenem |       | PS    |
| Seichamps              | Gérard Royer*        |       | UMP   | Henri Chanut         |       | PS    |
| Thiaucourt-Regniéville | Olivier Jacquin      |       | PS    | Olivier Jacquin      |       | PS    |
| Tomblaine              | Claude Blaque        |       | PG    | Jean-Pierre Laurency |       | PS    |
| Toul-Sud               | Alde Harmand         |       | PS    | Alde Harmand         |       | PS    |
| Villerupt              | Alain Casoni         |       | PCF   | Alain Casoni         |       | PCF   |

*Conseillers généraux sortants ne se représentant pas

## Résultats par canton

### Canton d'Arracourt
- Conseiller sortant : Michel Marchal (DVD)

| Candidat       | Candidat             | Parti          | Premier tour | Premier tour |
| Candidat       | Candidat             | Parti          | Voix         | %            |
| -------------- | -------------------- | -------------- | ------------ | ------------ |
|                | Michel Marchal*      | DVD            | 432          | 57,52        |
|                | Gérard Husson        | DVG            | 191          | 25,43        |
|                | Grégory Suso-Escriba | FN             | 84           | 11,19        |
|                | Michel Simonin       | EELV           | 38           | 5,06         |
|                | Francis Cuny         | DLR            | 6            | 0,80         |
|                |                      |                |              |              |
| Inscrits       | Inscrits             | Inscrits       | 1 158        | 100,00       |
| Abstentions    | Abstentions          | Abstentions    | 390          | 33,68        |
| Votants        | Votants              | Votants        | 768          | 66,32        |
| Blancs et nuls | Blancs et nuls       | Blancs et nuls | 17           | 2,21         |
| Exprimés       | Exprimés             | Exprimés       | 751          | 97,79        |

*sortant

### Canton d'Audun-le-Roman
- Conseiller sortant : Michel Mariuzzo (PCF)

| Candidat       | Candidat          | Parti          | Premier tour | Premier tour | Second tour | Second tour |
| Candidat       | Candidat          | Parti          | Voix         | %            | Voix        | %           |
| -------------- | ----------------- | -------------- | ------------ | ------------ | ----------- | ----------- |
|                | Michel Mariuzzo*  | FG (PCF)       | 1 754        | 31,15        | 2 666       | 100,00      |
|                | Daniel Matergia   | PS             | 1 677        | 29,79        | Désistement | Désistement |
|                | Daniel Dervin     | FN             | 1 324        | 23,52        |             |             |
|                | Jean-Luc Collinet | DVD            | 406          | 7,21         |             |             |
|                | Alexis Jaros      | SE             | 311          | 5,52         |             |             |
|                | Pierre Lux        | POI            | 158          | 2,81         |             |             |
|                |                   |                |              |              |             |             |
| Inscrits       | Inscrits          | Inscrits       | 15 225       | 100,00       | 15 225      | 100,00      |
| Abstentions    | Abstentions       | Abstentions    | 9 428        | 61,92        | 11 534      | 75,76       |
| Votants        | Votants           | Votants        | 5 797        | 38,08        | 3 691       | 24,24       |
| Blancs et nuls | Blancs et nuls    | Blancs et nuls | 167          | 2,88         | 1 025       | 27,77       |
| Exprimés       | Exprimés          | Exprimés       | 5 630        | 97,12        | 2 666       | 72,23       |

*sortant

### Canton de Badonviller
- Conseiller sortant : Bernard Muller (UMP)

| Candidat       | Candidat        | Parti          | Premier tour | Premier tour |
| Candidat       | Candidat        | Parti          | Voix         | %            |
| -------------- | --------------- | -------------- | ------------ | ------------ |
|                | Bernard Muller* | UMP            | 870          | 58,51        |
|                | Michel Decle    | FN             | 210          | 14,12        |
|                | Jérémy Simon    | FG (PG)        | 190          | 12,78        |
|                | Monique Jean    | PS             | 126          | 8,47         |
|                | Paulette Chanel | EELV           | 91           | 6,12         |
|                |                 |                |              |              |
| Inscrits       | Inscrits        | Inscrits       | 2 490        | 100,00       |
| Abstentions    | Abstentions     | Abstentions    | 958          | 38,47        |
| Votants        | Votants         | Votants        | 1 532        | 61,53        |
| Blancs et nuls | Blancs et nuls  | Blancs et nuls | 45           | 2,94         |
| Exprimés       | Exprimés        | Exprimés       | 1 487        | 97,06        |

*sortant

### Canton de Blâmont
- Conseiller sortant : Claude Boura (UMP)

| Candidat       | Candidat        | Parti          | Premier tour | Premier tour | Second tour | Second tour |
| Candidat       | Candidat        | Parti          | Voix         | %            | Voix        | %           |
| -------------- | --------------- | -------------- | ------------ | ------------ | ----------- | ----------- |
|                | Philippe Colin  | DVG            | 789          | 31,80        | 1 342       | 54,46       |
|                | Gérard Vathelet | DVD            | 473          | 19,06        | 1 122       | 45,54       |
|                | Sophie Lehé     | DVD            | 444          | 17,90        |             |             |
|                | Roger Marin     | FN             | 385          | 15,52        |             |             |
|                | Michel Jacquot  | DVD            | 313          | 12,62        |             |             |
|                | André George    | FG (PCF)       | 77           | 3,10         |             |             |
|                |                 |                |              |              |             |             |
| Inscrits       | Inscrits        | Inscrits       | 4 455        | 100,00       | 4 456       | 100,00      |
| Abstentions    | Abstentions     | Abstentions    | 1 858        | 41,71        | 1 821       | 40,87       |
| Votants        | Votants         | Votants        | 2 597        | 58,29        | 2 635       | 59,13       |
| Blancs et nuls | Blancs et nuls  | Blancs et nuls | 116          | 4,47         | 171         | 6,49        |
| Exprimés       | Exprimés        | Exprimés       | 2 481        | 95,53        | 2 464       | 93,51       |

### Canton de Colombey-les-Belles
- Conseiller sortant : Michel Dinet (PS)

| Candidat       | Candidat        | Parti          | Premier tour | Premier tour |
| Candidat       | Candidat        | Parti          | Voix         | %            |
| -------------- | --------------- | -------------- | ------------ | ------------ |
|                | Michel Dinet*   | PS             | 1 993        | 67,61        |
|                | Claude Deloffre | UMP            | 809          | 27,44        |
|                | Isabelle Segers | FG (PG)        | 146          | 4,95         |
|                |                 |                |              |              |
| Inscrits       | Inscrits        | Inscrits       | 5 717        | 100,00       |
| Abstentions    | Abstentions     | Abstentions    | 2 619        | 45,81        |
| Votants        | Votants         | Votants        | 3 098        | 54,19        |
| Blancs et nuls | Blancs et nuls  | Blancs et nuls | 150          | 4,84         |
| Exprimés       | Exprimés        | Exprimés       | 2 948        | 95,16        |

*sortant

### Canton de Conflans-en-Jarnisy
- Conseillère sortante : Evelyne Didier (PCF)

| Candidat       | Candidat             | Parti          | Premier tour | Premier tour | Second tour | Second tour |
| Candidat       | Candidat             | Parti          | Voix         | %            | Voix        | %           |
| -------------- | -------------------- | -------------- | ------------ | ------------ | ----------- | ----------- |
|                | Olivier Tritz        | FG (PCF)       | 2 172        | 34,80        | 3 256       | 50,86       |
|                | Christian Guirlinger | DVD            | 1 638        | 26,24        | 3 146       | 49,14       |
|                | Marie-Claire Donnen  | PS             | 1 099        | 17,61        |             |             |
|                | Olivier Desor        | FN             | 1 065        | 17,06        |             |             |
|                | Christian Minary     | POI            | 268          | 4,29         |             |             |
|                |                      |                |              |              |             |             |
| Inscrits       | Inscrits             | Inscrits       | 14 791       | 100,00       | 14 790      | 100,00      |
| Abstentions    | Abstentions          | Abstentions    | 8 310        | 56,18        | 8 052       | 54,44       |
| Votants        | Votants              | Votants        | 6 481        | 43,82        | 6 738       | 45,56       |
| Blancs et nuls | Blancs et nuls       | Blancs et nuls | 239          | 3,69         | 336         | 4,99        |
| Exprimés       | Exprimés             | Exprimés       | 6 242        | 96,31        | 6 402       | 95,01       |

### Canton d'Haroué
- Conseiller sortant : André Barbier (UMP)

| Candidat       | Candidat           | Parti          | Premier tour | Premier tour | Second tour | Second tour |
| Candidat       | Candidat           | Parti          | Voix         | %            | Voix        | %           |
| -------------- | ------------------ | -------------- | ------------ | ------------ | ----------- | ----------- |
|                | André Barbier*     | UMP            | 1 301        | 37,68        | 1 764       | 54,09       |
|                | Jean-Marc Marchal  | PS             | 975          | 28,24        | 1 497       | 45,91       |
|                | Jean-Marie Oster   | FN             | 598          | 17,32        |             |             |
|                | Michel Claire      | EELV           | 303          | 8,77         |             |             |
|                | Jean-Jacques Henry | DVD            | 276          | 7,99         |             |             |
|                |                    |                |              |              |             |             |
| Inscrits       | Inscrits           | Inscrits       | 6 550        | 100,00       | 6 548       | 100,00      |
| Abstentions    | Abstentions        | Abstentions    | 3 000        | 45,80        | 3 009       | 45,95       |
| Votants        | Votants            | Votants        | 3 550        | 54,20        | 3 539       | 54,05       |
| Blancs et nuls | Blancs et nuls     | Blancs et nuls | 97           | 2,73         | 278         | 7,86        |
| Exprimés       | Exprimés           | Exprimés       | 3 453        | 97,27        | 3 261       | 92,14       |

*sortant

### Canton d'Herserange
- Conseiller sortant : Laurent Righi (PCF)

| Candidat       | Candidat       | Parti          | Premier tour | Premier tour | Second tour | Second tour |
| Candidat       | Candidat       | Parti          | Voix         | %            | Voix        | %           |
| -------------- | -------------- | -------------- | ------------ | ------------ | ----------- | ----------- |
|                | Laurent Righi* | FG (PCF)       | 2 206        | 62,23        | 2 462       | 100,00      |
|                | Édith Colin    | PS             | 779          | 21,97        | Désistement | Désistement |
|                | Karine Charlet | UMP            | 560          | 15,80        |             |             |
|                |                |                |              |              |             |             |
| Inscrits       | Inscrits       | Inscrits       | 12 040       | 100,00       | 12 048      | 100,00      |
| Abstentions    | Abstentions    | Abstentions    | 8 337        | 69,24        | 9 210       | 76,44       |
| Votants        | Votants        | Votants        | 3 703        | 30,76        | 2 838       | 23,56       |
| Blancs et nuls | Blancs et nuls | Blancs et nuls | 158          | 4,27         | 376         | 13,25       |
| Exprimés       | Exprimés       | Exprimés       | 3 545        | 95,73        | 2 462       | 86,75       |

*sortant

### Canton d'Homécourt
- Conseiller sortant : Jean-Pierre Minella (PCF)

Le canton d'Homécourt confirme être un bastion communiste, acquis au PCF depuis 1973. Jean-Pierre Minella, conseiller depuis 1985 et maire du chef-lieu, est reconduit pour un cinquième mandat à l'hôtel du département sans encombre. Il dépasse 85 % des voix face à son seul opposant, le candidat UMP Didier Galois. Ce dernier, ancien conseiller municipal radical de gauche à Briey, est battu dans chaque commune. Les scores du conseiller Minella s'échelonnent d'un peu moins de 62 % des voix à Saint-Ail à près de 92 % à Moutiers. Le triomphe de Jean-Pierre Minella est toutefois à nuancer par une abstention très importante. Elle touche près de deux tiers des électeurs inscrits, en progression de 23 points depuis 2004.
| Candidat       | Candidat             | Parti          | Premier tour | Premier tour |
| Candidat       | Candidat             | Parti          | Voix         | %            |
| -------------- | -------------------- | -------------- | ------------ | ------------ |
|                | Jean-Pierre Minella* | FG (PCF)       | 3 258        | 85,15        |
|                | Didier Galois        | UMP (PR)       | 568          | 14,85        |
|                |                      |                |              |              |
| Inscrits       | Inscrits             | Inscrits       | 12 124       | 100,00       |
| Abstentions    | Abstentions          | Abstentions    | 8 054        | 66,43        |
| Votants        | Votants              | Votants        | 4 070        | 33,57        |
| Blancs et nuls | Blancs et nuls       | Blancs et nuls | 244          | 6,00         |
| Exprimés       | Exprimés             | Exprimés       | 3 826        | 94,00        |

*sortant

### Canton de Jarville-la-Malgrange
- Conseiller sortant : René Mangin (PS)

| Candidat       | Candidat            | Parti          | Premier tour | Premier tour | Second tour | Second tour |
| Candidat       | Candidat            | Parti          | Voix         | %            | Voix        | %           |
| -------------- | ------------------- | -------------- | ------------ | ------------ | ----------- | ----------- |
|                | René Mangin*        | PS             | 2 343        | 32,31        | 3 838       | 54,46       |
|                | Jean-Pierre Hurpeau | UMP            | 2 205        | 30,41        | 3 209       | 45,54       |
|                | Pierre Fauth        | FN             | 1 466        | 20,22        |             |             |
|                | Olivier Laurent     | EELV           | 940          | 12,96        |             |             |
|                | Bertrand Gosselin   | FG (PCF)       | 298          | 4,11         |             |             |
|                |                     |                |              |              |             |             |
| Inscrits       | Inscrits            | Inscrits       | 17 834       | 100,00       | 17 809      | 100,00      |
| Abstentions    | Abstentions         | Abstentions    | 10 444       | 58,56        | 10 279      | 57,72       |
| Votants        | Votants             | Votants        | 7 390        | 41,44        | 7 530       | 42,28       |
| Blancs et nuls | Blancs et nuls      | Blancs et nuls | 138          | 1,87         | 483         | 6,41        |
| Exprimés       | Exprimés            | Exprimés       | 7 252        | 98,13        | 7 047       | 93,59       |

*sortant

### Canton de Lunéville-Nord
- Conseiller sortant : Philippe Fleurentin (DVG)

| Candidat       | Candidat             | Parti          | Premier tour | Premier tour | Second tour | Second tour |
| Candidat       | Candidat             | Parti          | Voix         | %            | Voix        | %           |
| -------------- | -------------------- | -------------- | ------------ | ------------ | ----------- | ----------- |
|                | Grégory Grandjean    | PS             | 864          | 22,14        | 2 037       | 52,32       |
|                | Jacques Lavoil       | UMP            | 830          | 21,27        | 1 856       | 47,68       |
|                | Jacques Bardy        | FN             | 794          | 20,34        |             |             |
|                | Philippe Fleurentin* | DVG            | 679          | 17,40        |             |             |
|                | Pierre-Jean Courbey  | NC             | 534          | 13,68        |             |             |
|                | Véronique Nobili     | FG (PCF)       | 202          | 5,18         |             |             |
|                |                      |                |              |              |             |             |
| Inscrits       | Inscrits             | Inscrits       | 9 580        | 100,00       | 9 580       | 100,00      |
| Abstentions    | Abstentions          | Abstentions    | 5 491        | 57,32        | 5 350       | 55,85       |
| Votants        | Votants              | Votants        | 4 089        | 42,68        | 4 230       | 44,15       |
| Blancs et nuls | Blancs et nuls       | Blancs et nuls | 186          | 4,55         | 337         | 7,97        |
| Exprimés       | Exprimés             | Exprimés       | 3 903        | 95,45        | 3 893       | 92,03       |

*sortant

### Canton de Nancy-Est
- Conseillère sortante : Dominique Olivier (PS)

| Candidat       | Candidat            | Parti          | Premier tour | Premier tour | Second tour | Second tour |
| Candidat       | Candidat            | Parti          | Voix         | %            | Voix        | %           |
| -------------- | ------------------- | -------------- | ------------ | ------------ | ----------- | ----------- |
|                | Dominique Olivier*  | PS             | 1 249        | 36,35        | 2 124       | 58,82       |
|                | Valérie Lévy-Jurin  | UMP (PR)       | 1 189        | 34,60        | 1 487       | 41,18       |
|                | Pierre Christophe   | EELV           | 502          | 14,61        |             |             |
|                | Mathieu Piotrkowski | FG (PCF)       | 298          | 8,67         |             |             |
|                | Antoine Le Solleuz  | MoDem          | 198          | 5,76         |             |             |
|                |                     |                |              |              |             |             |
| Inscrits       | Inscrits            | Inscrits       | 12 120       | 100,00       | 12 120      | 100,00      |
| Abstentions    | Abstentions         | Abstentions    | 8 570        | 70,71        | 8 327       | 68,70       |
| Votants        | Votants             | Votants        | 3 550        | 29,29        | 3 793       | 31,30       |
| Blancs et nuls | Blancs et nuls      | Blancs et nuls | 114          | 3,21         | 182         | 4,80        |
| Exprimés       | Exprimés            | Exprimés       | 3 436        | 96,79        | 3 611       | 95,20       |

*sortant

### Canton de Nancy-Nord
- Conseiller sortant : Mathieu Klein (PS)

| Candidat       | Candidat               | Parti          | Premier tour | Premier tour | Second tour | Second tour |
| Candidat       | Candidat               | Parti          | Voix*        | %            | Voix        | %           |
| -------------- | ---------------------- | -------------- | ------------ | ------------ | ----------- | ----------- |
|                | Mathieu Klein*         | PS             | 1 784        | 44,08        | 2 546       | 61,66       |
|                | Jérôme Marchand-Arvier | UMP            | 1 166        | 28,81        | 1 583       | 38,34       |
|                | Claude Berthelot       | FN             | 480          | 11,86        |             |             |
|                | Thomas Crolotte        | EELV           | 341          | 8,43         |             |             |
|                | Pierre Hanegreefs      | FG (PG)        | 276          | 6,82         |             |             |
|                |                        |                |              |              |             |             |
| Inscrits       | Inscrits               | Inscrits       | 12 239       | 100,00       | 12 239      | 100,00      |
| Abstentions    | Abstentions            | Abstentions    | 8 105        | 66,22        | 7 896       | 64,52       |
| Votants        | Votants                | Votants        | 4 134        | 33,78        | 4 343       | 35,48       |
| Blancs et nuls | Blancs et nuls         | Blancs et nuls | 87           | 2,10         | 214         | 4,93        |
| Exprimés       | Exprimés               | Exprimés       | 4 047        | 97,90        | 4 129       | 95,07       |

*sortant

### Canton de Nancy-Sud
- Conseillère sortante : Nicole Creusot (PS)

| Candidat       | Candidat             | Parti          | Premier tour | Premier tour | Second tour | Second tour |
| Candidat       | Candidat             | Parti          | Voix*        | %            | Voix        | %           |
| -------------- | -------------------- | -------------- | ------------ | ------------ | ----------- | ----------- |
|                | Patrick Baudot       | UMP            | 1 569        | 39,91        | 1 861       | 44,95       |
|                | Nicole Creusot*      | PS             | 1 432        | 36,43        | 2 279       | 55,05       |
|                | Vincent Herbuvaux    | EELV           | 550          | 13,99        |             |             |
|                | Annie Lévi-Cyfermann | FG (PCF)       | 380          | 9,67         |             |             |
|                |                      |                |              |              |             |             |
| Inscrits       | Inscrits             | Inscrits       | 12 370       | 100,00       | 12 370      | 100,00      |
| Abstentions    | Abstentions          | Abstentions    | 8 335        | 67,38        | 8 064       | 65,19       |
| Votants        | Votants              | Votants        | 4 035        | 32,62        | 4 306       | 34,81       |
| Blancs et nuls | Blancs et nuls       | Blancs et nuls | 104          | 2,58         | 166         | 3,86        |
| Exprimés       | Exprimés             | Exprimés       | 3 931        | 97,42        | 4 140       | 96,14       |

*sortant

### Canton de Nomeny
- Conseiller sortant : Bernard Leclerc (PS)

Un canton à droite dès 1945, le sortant socialiste Bernard Leclerc qui a réussi à faire basculer Nomeny en 1998, trois ans après la mairie du chef-lieu, sollicite un troisième mandat à l'occasion de cette élection. Cependant, alors qu'en 2004, le maire socialiste a dû se confronter au candidat de droite jusqu'au second tour, le candidat UMP divise presque par trois ses voix, avec un peu plus de 550 suffrages. Celui-ci, Didier Dupont, maire de Belleau, ne se place ainsi qu'en quatrième position. Il a pu être victime au bond de l'abstention qui passe du tiers des inscrits en 2004 à plus de la moitié en 2011. Celle-ci n'a pas affecté le vote FN, qui progresse d'une cinquantaine de suffrages. Cela ne permet toutefois pas à sa candidate de parvenir au second tour. Elle est devancée de 18 voix par Antony Caps, le candidat écologiste. Ce n'est pas le premier affrontement entre Bernard Leclerc et Antony Caps. Ce dernier, adjoint du premier de 2001 à 2008, a présenté une liste municipale à Nomeny en 2008. Il obtient un peu plus de 800 voix. Pour le total de la gauche alors que l'abstention progresse, il compense en partie la perte de 500 voix du sortant socialiste et la même baisse du vote communiste. La candidate PCF, Joëlle Bauquel, directrice de centre aéré à Malleloy, n'obtient ainsi qu'un peu plus de 200 voix, au niveau d'un candidat sans étiquette, Olivier Hedin.
Le second tour entre les deux candidats de gauche tourne, surprenamment, à l'avantage du candidat écologiste. Antony Caps frôle ainsi les 60 % des voix. Symboliquement, Bernard Leclerc est battu jusque dans sa commune de Nomeny, alors qu'Antony Caps y obtient plus de 52 % des voix. 
| Candidat       | Candidat         | Parti          | Premier tour | Premier tour | Second tour | Second tour |
| Candidat       | Candidat         | Parti          | Voix*        | %            | Voix        | %           |
| -------------- | ---------------- | -------------- | ------------ | ------------ | ----------- | ----------- |
|                | Bernard Leclerc* | PS             | 973          | 27,19        | 1 330       | 40,71       |
|                | Antony Caps      | EELV           | 817          | 22,83        | 1 937       | 59,29       |
|                | Monique Bon      | FN             | 799          | 22,32        |             |             |
|                | Didier Dupont    | UMP            | 561          | 15,67        |             |             |
|                | Joëlle Bauquel   | FG (PCF)       | 230          | 6,43         |             |             |
|                | Olivier Hedin    | SE             | 199          | 5,56         |             |             |
|                |                  |                |              |              |             |             |
| Inscrits       | Inscrits         | Inscrits       | 7 565        | 100,00       | 7 565       | 100,00      |
| Abstentions    | Abstentions      | Abstentions    | 3 891        | 51,43        | 4 003       | 52,91       |
| Votants        | Votants          | Votants        | 3 674        | 48,57        | 3 562       | 47,09       |
| Blancs et nuls | Blancs et nuls   | Blancs et nuls | 95           | 2,59         | 295         | 8,28        |
| Exprimés       | Exprimés         | Exprimés       | 3 579        | 97,41        | 3 267       | 91,72       |

*sortant

### Canton de Pont-à-Mousson
- Conseiller sortant : Noël Guérard (PS)

| Candidat       | Candidat             | Parti          | Premier tour | Premier tour | Second tour | Second tour |
| Candidat       | Candidat             | Parti          | Voix*        | %            | Voix        | %           |
| -------------- | -------------------- | -------------- | ------------ | ------------ | ----------- | ----------- |
|                | Noël Guérard*        | PS             | 1 885        | 34,02        | 3 355       | 62,56       |
|                | Jean-Luc Manoury     | FN             | 1 200        | 21,66        | 2 008       | 37,44       |
|                | Stéphane Pizelle     | UMP            | 983          | 17,74        |             |             |
|                | Jean-François Moutet | PRG            | 900          | 16,24        |             |             |
|                | Jean-Claude Vagner   | DVD            | 326          | 5,88         |             |             |
|                | Fabien Allait        | FG (PCF)       | 247          | 4,46         |             |             |
|                |                      |                |              |              |             |             |
| Inscrits       | Inscrits             | Inscrits       | 13 908       | 100,00       | 13 784      | 100,00      |
| Abstentions    | Abstentions          | Abstentions    | 8 209        | 59,02        | 7 920       | 57,46       |
| Votants        | Votants              | Votants        | 5 699        | 40,98        | 5 864       | 42,54       |
| Blancs et nuls | Blancs et nuls       | Blancs et nuls | 158          | 2,77         | 501         | 8,54        |
| Exprimés       | Exprimés             | Exprimés       | 5 541        | 97,23        | 5 363       | 91,46       |

*sortant

### Canton de Saint-Nicolas-de-Port
- Conseiller sortant : Jean-Claude Pissenem (PS)

| Candidat       | Candidat                | Parti          | Premier tour | Premier tour | Second tour | Second tour |
| Candidat       | Candidat                | Parti          | Voix*        | %            | Voix        | %           |
| -------------- | ----------------------- | -------------- | ------------ | ------------ | ----------- | ----------- |
|                | Jean-Claude Pissenem*   | PS             | 2 856        | 36,17        | 5 088       | 62,15       |
|                | Pascal Bauche           | FN             | 1 960        | 24,82        | 3 098       | 37,85       |
|                | Jean-François Guillaume | UMP            | 1 640        | 20,77        |             |             |
|                | Marie-Neige Houchard    | EELV           | 745          | 9,44         |             |             |
|                | Régis Crunchant         | FG (PG)        | 366          | 4,64         |             |             |
|                | Sébastien Nantz         | DVD            | 329          | 4,17         |             |             |
|                |                         |                |              |              |             |             |
| Inscrits       | Inscrits                | Inscrits       | 20 317       | 100,00       | 20 317      | 100,00      |
| Abstentions    | Abstentions             | Abstentions    | 12 302       | 60,55        | 11 477      | 56,49       |
| Votants        | Votants                 | Votants        | 8 015        | 39,45        | 8 840       | 43,51       |
| Blancs et nuls | Blancs et nuls          | Blancs et nuls | 119          | 1,48         | 654         | 7,40        |
| Exprimés       | Exprimés                | Exprimés       | 7 896        | 98,52        | 8 186       | 92,60       |

*sortant

### Canton de Seichamps
- Conseiller sortant : Gérard Royer (UMP)

| Candidat       | Candidat             | Parti          | Premier tour | Premier tour | Second tour | Second tour |
| Candidat       | Candidat             | Parti          | Voix         | %            | Voix        | %           |
| -------------- | -------------------- | -------------- | ------------ | ------------ | ----------- | ----------- |
|                | Catherine Krier      | UMP            | 2 229        | 40,76        | 2 804       | 47,38       |
|                | Henri Chanut         | PS             | 2 138        | 39,09        | 3 114       | 52,62       |
|                | Frédérique Dalle     | Cap21-EELV     | 626          | 11,45        |             |             |
|                | Jean-Louis Bourgatte | FG (PCF)       | 476          | 8,70         |             |             |
|                |                      |                |              |              |             |             |
| Inscrits       | Inscrits             | Inscrits       | 13 433       | 100,00       | 13 408      | 100,00      |
| Abstentions    | Abstentions          | Abstentions    | 7 741        | 57,63        | 7 171       | 53,48       |
| Votants        | Votants              | Votants        | 5 692        | 42,37        | 6 237       | 46,52       |
| Blancs et nuls | Blancs et nuls       | Blancs et nuls | 223          | 3,92         | 319         | 5,11        |
| Exprimés       | Exprimés             | Exprimés       | 5 469        | 96,08        | 5 918       | 94,89       |

### Canton de Thiaucourt-Regniéville
- Conseiller sortant : Olivier Jacquin (PS)

| Candidat       | Candidat         | Parti          | Premier tour | Premier tour |
| Candidat       | Candidat         | Parti          | Voix         | %            |
| -------------- | ---------------- | -------------- | ------------ | ------------ |
|                | Olivier Jacquin* | PS             | 1 087        | 61,00        |
|                | Muriel Manciaux  | UMP            | 355          | 19,92        |
|                | Claude Pierron   | FN             | 340          | 19,08        |
|                |                  |                |              |              |
| Inscrits       | Inscrits         | Inscrits       | 3 401        | 100,00       |
| Abstentions    | Abstentions      | Abstentions    | 1 571        | 46,19        |
| Votants        | Votants          | Votants        | 1 830        | 53,81        |
| Blancs et nuls | Blancs et nuls   | Blancs et nuls | 48           | 2,62         |
| Exprimés       | Exprimés         | Exprimés       | 1 782        | 97,38        |

*sortant

### Canton de Tomblaine
- Conseiller sortant : Claude Blaque (PG)

| Candidat       | Candidat             | Parti          | Premier tour | Premier tour | Second tour | Second tour |
| Candidat       | Candidat             | Parti          | Voix*        | %            | Voix        | %           |
| -------------- | -------------------- | -------------- | ------------ | ------------ | ----------- | ----------- |
|                | Jean-Pierre Laurency | PS             | 1 877        | 26,33        | 4 637       | 63,27       |
|                | Christophe Le Lardic | FN             | 1 653        | 23,18        | 2 692       | 36,73       |
|                | Gisèle Fromaget      | UMP (PR)       | 1 407        | 19,73        |             |             |
|                | Claude Blaque*       | FG (PG)        | 1 271        | 17,83        |             |             |
|                | Sébastien L'Hote     | EELV           | 798          | 11,19        |             |             |
|                | Bernard Millot       | POI            | 124          | 1,74         |             |             |
|                |                      |                |              |              |             |             |
| Inscrits       | Inscrits             | Inscrits       | 17 428       | 100,00       | 17 422      | 100,00      |
| Abstentions    | Abstentions          | Abstentions    | 10 126       | 58,10        | 9 431       | 54,13       |
| Votants        | Votants              | Votants        | 7 302        | 41,90        | 7 991       | 45,87       |
| Blancs et nuls | Blancs et nuls       | Blancs et nuls | 172          | 2,36         | 662         | 8,28        |
| Exprimés       | Exprimés             | Exprimés       | 7 130        | 97,64        | 7 329       | 91,72       |

*sortant

### Canton de Toul-Sud
- Conseiller sortant : Alde Harmand (PS)

| Candidat       | Candidat            | Parti          | Premier tour | Premier tour | Second tour | Second tour |
| Candidat       | Candidat            | Parti          | Voix         | %            | Voix        | %           |
| -------------- | ------------------- | -------------- | ------------ | ------------ | ----------- | ----------- |
|                | Alde Harmand*       | PS             | 1 929        | 41,96        | 2 536       | 58,31       |
|                | Claude Neu          | UMP (PR)       | 1 280        | 27,84        | 1 813       | 41,69       |
|                | Lionel Vinquant     | FN             | 1 080        | 23,49        |             |             |
|                | Catherine Bretenoux | FG (PCF)       | 308          | 6,70         |             |             |
|                |                     |                |              |              |             |             |
| Inscrits       | Inscrits            | Inscrits       | 10 002       | 100,00       | 10 000      | 100,00      |
| Abstentions    | Abstentions         | Abstentions    | 5 286        | 52,85        | 5 312       | 53,12       |
| Votants        | Votants             | Votants        | 4 716        | 47,15        | 4 688       | 46,88       |
| Blancs et nuls | Blancs et nuls      | Blancs et nuls | 119          | 2,52         | 339         | 7,23        |
| Exprimés       | Exprimés            | Exprimés       | 4 597        | 97,48        | 4 349       | 92,77       |

*sortant

### Canton de Villerupt
- Conseiller sortant : Alain Casoni (PCF)

| Candidat       | Candidat        | Parti          | Premier tour | Premier tour | Second tour | Second tour |
| Candidat       | Candidat        | Parti          | Voix         | %            | Voix        | %           |
| -------------- | --------------- | -------------- | ------------ | ------------ | ----------- | ----------- |
|                | Alain Casoni*   | FG (PCF)       | 1 821        | 47,09        | 1 938       | 100,00      |
|                | Francis Herbays | PS             | 1 283        | 33,18        | Désistement | Désistement |
|                | Joseph Sarnari  | UMP            | 581          | 15,02        |             |             |
|                | Françoise Kral  | POI            | 182          | 4,71         |             |             |
|                |                 |                |              |              |             |             |
| Inscrits       | Inscrits        | Inscrits       | 11 173       | 100,00       | 11 170      | 100,00      |
| Abstentions    | Abstentions     | Abstentions    | 7 121        | 63,73        | 8 587       | 76,88       |
| Votants        | Votants         | Votants        | 4 052        | 36,27        | 2 583       | 23,12       |
| Blancs et nuls | Blancs et nuls  | Blancs et nuls | 185          | 4,57         | 645         | 24,97       |
| Exprimés       | Exprimés        | Exprimés       | 3 867        | 95,43        | 1 938       | 75,03       |

*sortant